# Калмичьок
Калмичьок (на руски: Калмычёк) е село в Поворински район на Воронежка област на Русия.
Влиза в състава на селището от селски тип Доброволское.

## География
Селото е доста малко и в него няма улици.

## Население
| 2010 |
| ---- |
| 32   |